# Dobos Annie
Dobos Annie (születési neve: Déman Anna Zsófia) (Sátoraljaújhely, 1908. április 12. – Budapest, 1995. november 8.) magyar színésznő, gyógyszerész.

## Életpályája
Dobos (Déman) Nándor (1876–1943) színész, színigazgató és Pethő (Prinner) Stefánia színésznő lánya. 1928-tól már fővárosi színházakban volt látható – Budapesti Operettszínház (1928–1929), Király (1930–1931), Belvárosi Színház, Budai Színkör. 1935-ben diplomázott a Liszt Ferenc Zeneművészeti Egyetemen. 1935-ben a Royal Orfeumban és a Bethlen Téri Színházban játszott. 1935–1936 között ismét a Belvárosi Színház színésze volt. 1936-ban a Városi Színházban szerepelt. 1937–1938 között a Belvárosi Színház és a Művész Színház tagja volt. 1939-ben a Magyar Színházban szerepelt. 1939 után visszavonult a színészettől és gyógyszerész lett.

## Magánélete
Férje Dr. Simon Béla (1892–1965) egyetemi tanár volt; két gyermekük született.
Sírjuk a Farkasréti temetőben található (7/9-1-53).

## Színházi szerepei
- Lajtai L.: Az okos mama....Mária
- Ibsen: Peer Gynt....Solvejg
- Heltai Jenő: Az ezerkettedik éjszaka....Sarazád

## Filmjei
- Kacagó asszony (1930)
- Budai cukrászda (1935)
- Tomi, a megfagyott gyermek (1936)
- Pesti mese (1937)